# Phoberopus championi
Phoberopus championi är en insektsart som beskrevs av Henri Saussure och Francois Jules Pictet de la Rive 1897. Phoberopus championi ingår i släktet Phoberopus och familjen grottvårtbitare. Inga underarter finns listade i Catalogue of Life.